# La Renaudie
La Renaudie település Franciaországban, Puy-de-Dôme megyében. Lakosainak száma 131 fő (2022. január 1.). La Renaudie La Chambonie, Augerolles, Le Brugeron, Olmet és Vollore-Montagne községekkel határos.

## Népesség
A település népességének változása:
| Lakosok száma | 120  | 117  | 125  | 123  | 126  | 127  | 128  | 129  | 131  |
|               | 2013 | 2015 | 2016 | 2017 | 2018 | 2019 | 2020 | 2021 | 2022 |